# Gytis Ivanauskas

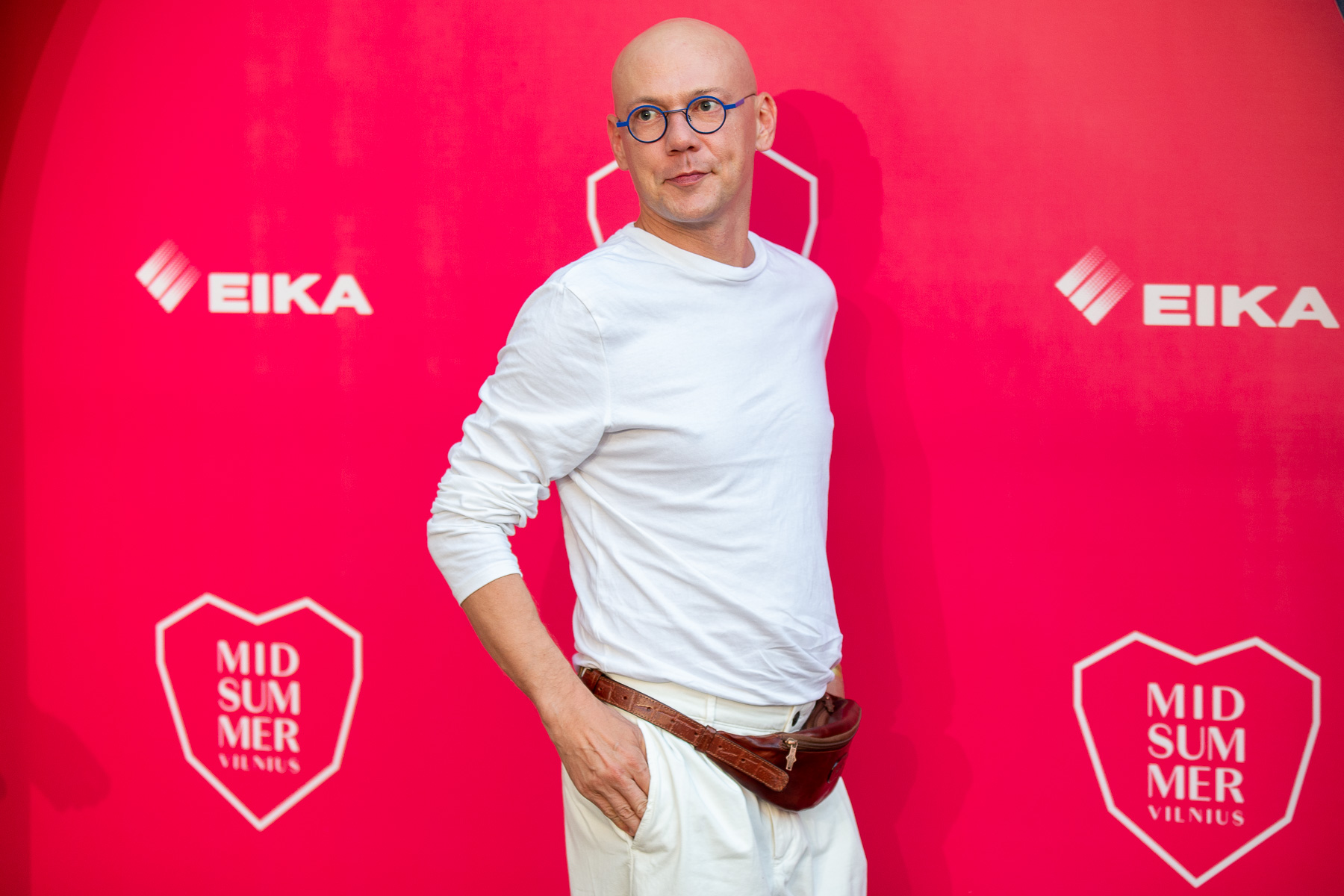

Gytis Ivanauskas (* 1. Juni 1980 in Ukmergė) ist ein litauischer Schauspieler, Tänzer und Choreograph. Im Jahr 2005 gründete er sein eigenes Theater, genannt Gytis-Ivanauskas-Theater (GI Theater).

## Leben
Von 1996 und 1998 lernte er Kunst an der Nationalen M. K. Čiurlionis-Schule in der litauischen Hauptstadt Vilnius. Nach dem Abitur wurde er 1999 zum Studium an der Fakultät für Theater und Kino an der Litauischen Musikakademie aufgenommen. 2004 erhielt er den Master-Abschluss als Tanzschauspieler. 2017 nahm er an der litauischen Vorentscheidung zum Eurovision Song Contest 2017 teil.  In der spontanen Online-Entscheidung   ("Come back"-Abstimmung) des litauischen Fernsehens LRT  lag Gytis Ivanauskas (alias Lolita Zero) mit knapp 1.700 Stimmen vor Sasha Song und sicherte sich das Finalticket mit seinem Lied „Get frighten“. In der Finale belegte er den 4. Platz (nach Fusedmarc, Aistė Pilvelytė und Kotryna Juodzevičiūtė).
Er arbeitete mit dem Regisseur Gintaras Varnas zusammen. Gytis Ivanauskas als Künstler wurde mehrmals national ausgezeichnet. 2007  wurde sein gegründetes Theater zum Profi-Theater  vom Kulturministerium Litauens anerkannt.